# Okręg Miluza
Okręg Miluza (fr. Arrondissement de Mulhouse) – okręg we wschodniej Francji. Populacja wynosi 304 tysiące.

## Podział administracyjny
W skład okręgu wchodzą następujące kantony:
- Habsheim,
- Huningue,
- Illzach,
- Miluza-Est,
- Miluza-Nord,
- Miluza-Ouest,
- Miluza-Sud,
- Sierentz,
- Wittenheim.